# Pachrophylla esmerelda
Pachrophylla esmerelda is een vlinder uit de familie van de spanners (Geometridae). De wetenschappelijke naam van de soort is voor het eerst geldig gepubliceerd in 1893 door Butler & Galv..